# Potentilla lyngei
Potentilla lyngei är en rosväxtart. Potentilla lyngei ingår i Fingerörtssläktet som ingår i familjen rosväxter.

## Underarter
Arten delas in i följande underarter:
- P. l. lyngei
- P. l. spissa